# Mán-Várhegyi Réka
Mán-Várhegyi Réka (Szászrégen, 1979–) magyar író, szerkesztő.

## Életrajza
1979-ben született. Gyerekkorát Marosvásárhelyen töltötte, jelenleg Budapesten él. Boldogtalanság az Auróra-telepen című kéziratára 2013-ban megkapta a JAKkendő-díjat. A könyv 2014-ben jelent meg a JAK-füzetek sorozat 185. köteteként a József Attila Kör és a Prae.hu gondozásában, ugyanebben az évben elnyerte a Horváth Péter irodalmi ösztöndíjat és a Móricz Zsigmond-ösztöndíjat, illetve képviselte Magyarországot a Kikinda Short nevű, kilencedik alkalommal megrendezett nemzetközi rövidpróza fesztiválon Szerbiában. 2015-ben képviselte Magyarországot az Európai Elsőkönyvesek Fesztiválján, illetve Margó-díjra jelölték, ahol bejutott a kuratórium (Péterfy Gergely, Gaborják Ádám, Kollár Árpád, Valuska László) által három legjobbnak ítélt végső jelölt közé.

## Könyvei
- Boldogtalanság az Auróra-telepen, József Attila Kör, Prae.hu
- A szupermenők. Szabó Marcellina titkos naplója; Tilos az Á Könyvek, Bp., 2015
- Mágneshegy; Magvető, Bp., 2018
- Vázlat valami máshoz; Magvető, Bp., 2022
- Budapest Nagyregény. Budapest Brand Nonprofit Zrt., Bp., 2023 (társszerző)

## Gyerekkönyvei
- 2013: Szövegértés – Meseolvasó, Tesloff és Babilon (Tasnádi Emesével közösen)
- 2013: Itt a nyár, csuda jó a Balaton!, Tesloff és Babilon (Kelemen Czakó Ritával közösen)
- 2014: Szövegértés – Vidám történetek, Tesloff és Babilon
- 2014: Dóri és Marci nyomoz, Tesloff és Babilon
- 2015: Kókusz Franci, a fodrász titkosügynök, Tesloff és Babilon

## Díjai
- 2013: JAKkendő-díj
- 2014: Horváth Péter irodalmi ösztöndíj
- 2014: Móricz Zsigmond-ösztöndíj
- 2015: Margó-díj (jelölés)
- 2016: Litera-díj
- 2018: Déry Tibor-díj[7]
- 2019: Az Európai Unió Irodalmi Díja[8]
- 2021: Erzsébetvárosi irodalmi ösztöndíj

## Interjúk
- „Magamon dolgozom”, Népszabadság, 2015. április 23.